# 長岡市厚生会館
長岡市厚生会館（ながおかしこうせいかいかん）は、かつて新潟県長岡市大手通に所在した、体育館を基本設計とした多目的ホールである。
2009年（平成21年）1月31日付で用途廃止となり解体・撤去され、跡地には2012年（平成24年）4月1日、長岡市役所本庁舎と、当会館の後継施設となるアリーナや市民交流ホール等を内包する複合型交流施設の長岡市シティホールプラザ アオーレ長岡がオープンした。

## 歴史

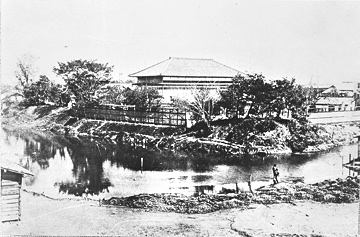
宝田石油本社と長岡城旧二の丸内濠（1912年頃の撮影）

明治維新以前には長岡城の二の丸や勘定所があった場所で、二の丸の内部は空き地となっていた。しかし城の大半は戊辰戦争で焼失して旧藩主の土地となり、町人らによって養蚕などに使われ、鉄道が開通してからは長岡駅を中心に市街地が形成された。その後1902年（明治35年）、油田開発で利益を上げた「宝田石油」（ほうでんせきゆ）がこの場所に本社を建設した。1921年（大正10年）に宝田石油は日本石油（のちの新日本石油、現在のENEOS）と合併して本社を移し、跡地は長岡市に寄贈された。市はこの跡地を利活用して公園を整備し、1925年（大正14年）に竣工。旧宝田石油の功績を讃え、公園の名称は「宝田公園」とした。

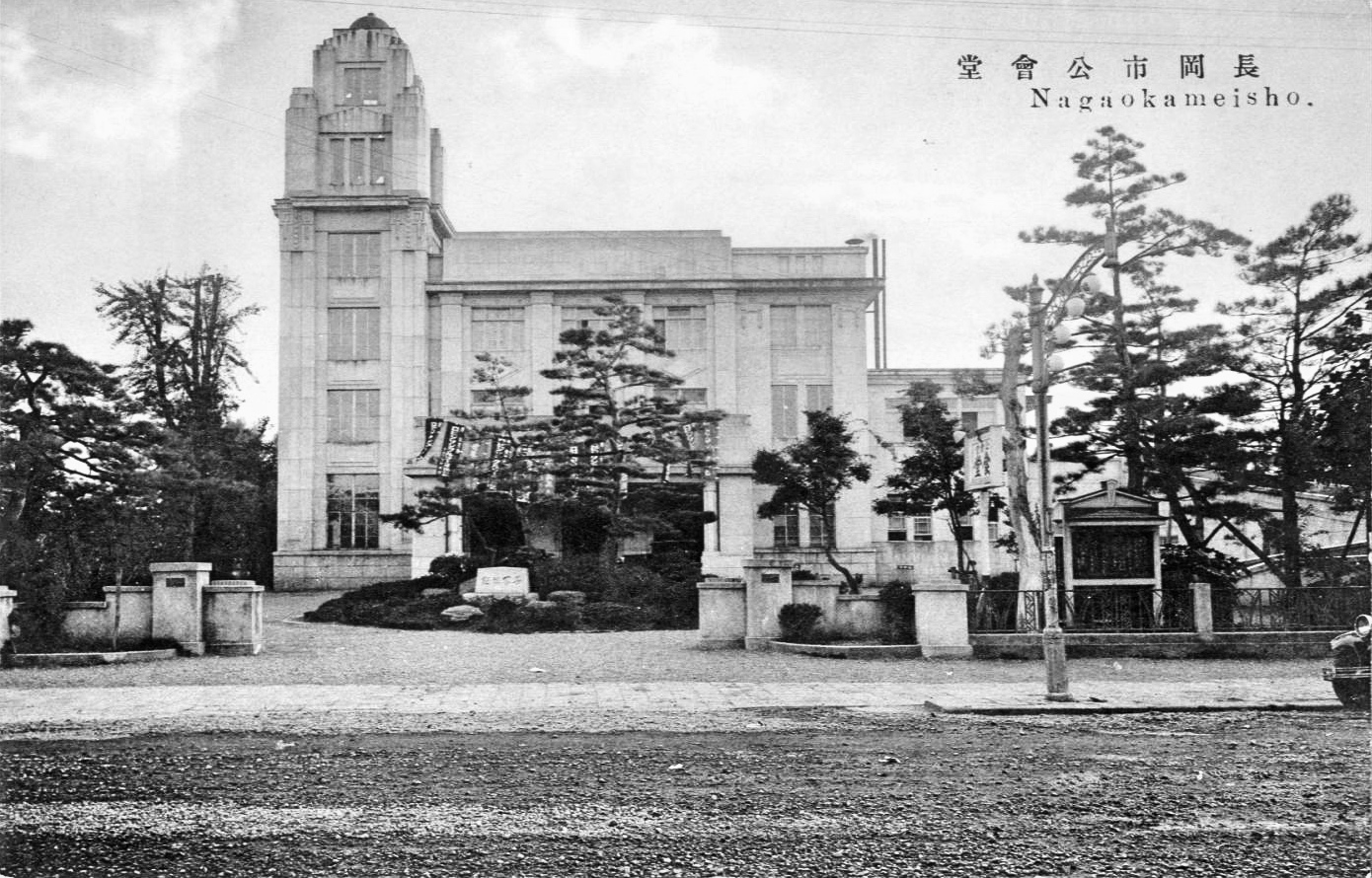
長岡市公会堂（昭和初期の撮影）

大正末期、市内で旅館業を営んでいた大野甚松が、創業50年を記念して市に建設費を全額寄付する形で、宝田公園敷地内に長岡市公会堂が建設され、1926年（大正15年）7月2日に落成、8月18日に開館した。1500人収容の大集会場（講堂）や集会室、食堂、娯楽室などを有する鉄筋コンクリート造地上2階建（一部3階建）のモダンな建物だったが、1945年（昭和20年）の長岡空襲で被災して壁面が焼け残った。戦後に改修し、引き続き公民館施設として使用されたが、老朽化のため後継施設として「長岡市民センター」（当時の仮称）が建設されることになり、1957年（昭和32年）10月11日の市議会で取り壊しが決議され、撤去された。

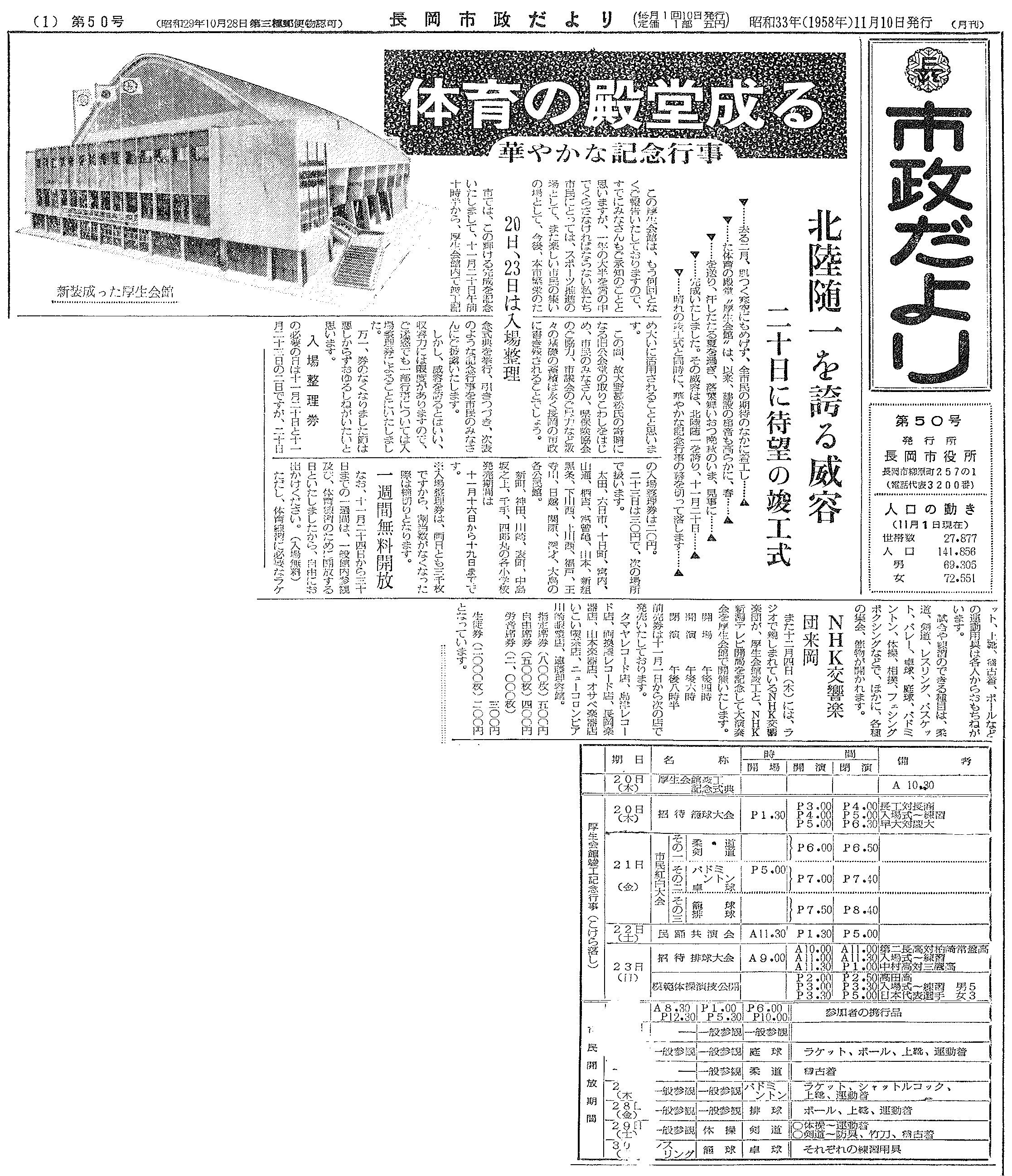
長岡市厚生会館竣工を伝える『長岡市政だより』（昭和33年（1958年）11月10日発行）

その市民センターの整備計画に関しては、市議会や市内政財界の間では体育館とするか、もしくはホールを主体とした文化施設とするかで議論が分かれたが、結局両者を折衷した多目的体育館を整備する方針が採用され、建設費の一部には当時の市の財政難などを考慮して厚生年金還元融資制度が活用されることになった。このため施設名称は仮称「長岡市民センター」を改め「長岡市厚生会館」とすることが決まり、急ピッチで建設が進められ、1958年（昭和33年）11月20日に竣工。厚生年金還元融資制度による体育施設の第1号でもあった。鉄筋3階建、延床面積約5,400m2で、総事業費は約1億3,000万円を要した。また積雪対策としてアーチ型の丸屋根を架設し、屋根の雪が自然落下するよう、豪雪地という立地条件を考慮した設計がなされていた。
1964年（昭和39年）開催の第19回国民体育大会（新潟国体）ではバスケットボールの会場として使用されるなど各種スポーツをはじめ、多目的利用を見込んで壁面に吸音材を使用した他、館内の色彩や照明にも配慮した設計になっており、各種式典や展覧会、集会、講演会、演劇、コンサートなどの会場としても供用されてきた。
しかし1973年（昭和48年）に本格的なホール施設として長岡市立劇場が、またスポーツ専用の体育館として1989年（平成元年）に長岡市市民体育館がそれぞれ竣工し、さらにそれ以降も1991年（平成3年）にハイブ長岡、1996年（平成8年）に長岡リリックホールなどのホール・コンベンション施設が相次いで竣工した上、厚生会館自体も老朽化が著しくなったことから徐々に供用機会が減少した。その一方でプロレスリングの興行に使用される機会が多く、新潟県内のプロレスファンの間で名を馳せていた。また後年はプロバスケットボールのbjリーグ・新潟アルビレックスBB主催の公式戦も開催されていた。大ホールには小規模ながらスタンド席が設けられていたが、この通称「2階席」への観客の動線ははしごを上り下りするしかなく、プロレス興行の際などにはある種の名物となっていた。
長岡市では1996年8月に「厚生会館地区整備推進計画」を発表し、当時既に老朽化が著しかった厚生会館の後継となる複合型交流施設「長岡文化創造フォーラム」の構想を明らかにした。この文化創造フォーラムは翌1997年度（平成9年度）中の着工を目指して計画が進められたが、同年3月になって財政難を理由に着工は3年間延期となり、その後計画自体が白紙撤回された。

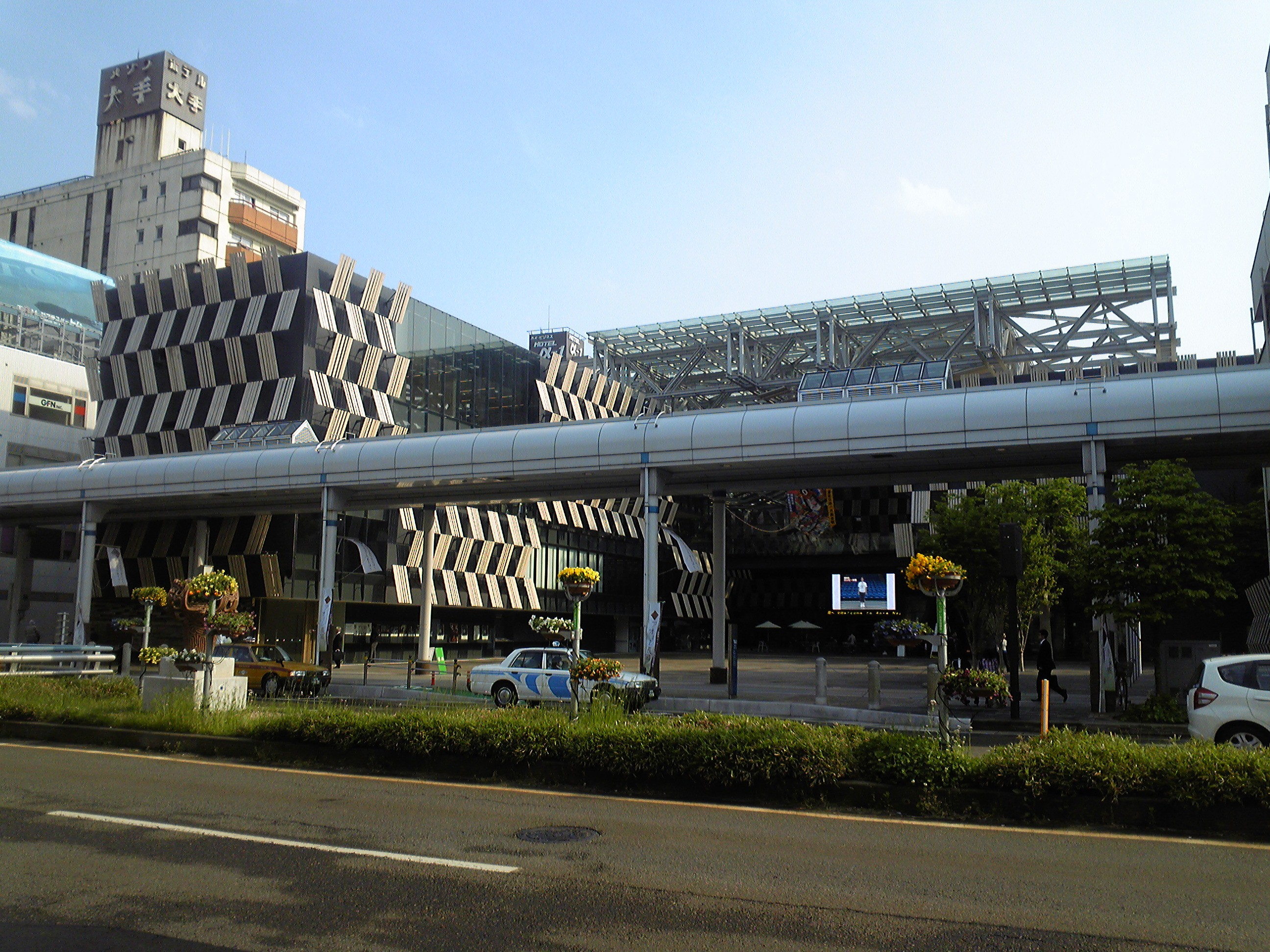
アオーレ長岡

それから7年を経て、長岡市は2004年（平成16年）3月に答申された「長岡市中心市街地の構造改革に関する提言」に基づいて、厚生会館を含む地区を先導的事業地区と位置づけ、後継施設の建設への取り組みを再び本格化し、2006年（平成18年）3月の「厚生会館地区整備基本構想」、同年5月の「厚生会館地区整備の基本理念」において整備構想をまとめた。そこへ、当時の長岡市役所本庁舎（現在の市役所幸町庁舎）の耐震上の問題による市役所本庁舎の移転計画が加わり、複合型交流施設の建設に向けた様々な施策が進められた。
この一連の施策に伴って、厚生会館は2008年（平成20年）12月末を最後に一般供用を終了。2009年（平成21年）1月31日をもって閉鎖され用途廃止となり、2月から7月にかけて解体・撤去された。跡地には市役所本庁舎とアリーナなどを内包した複合交流施設「アオーレ長岡」が建設され、2012年（平成24年）4月1日にオープンした。

## 施設概要

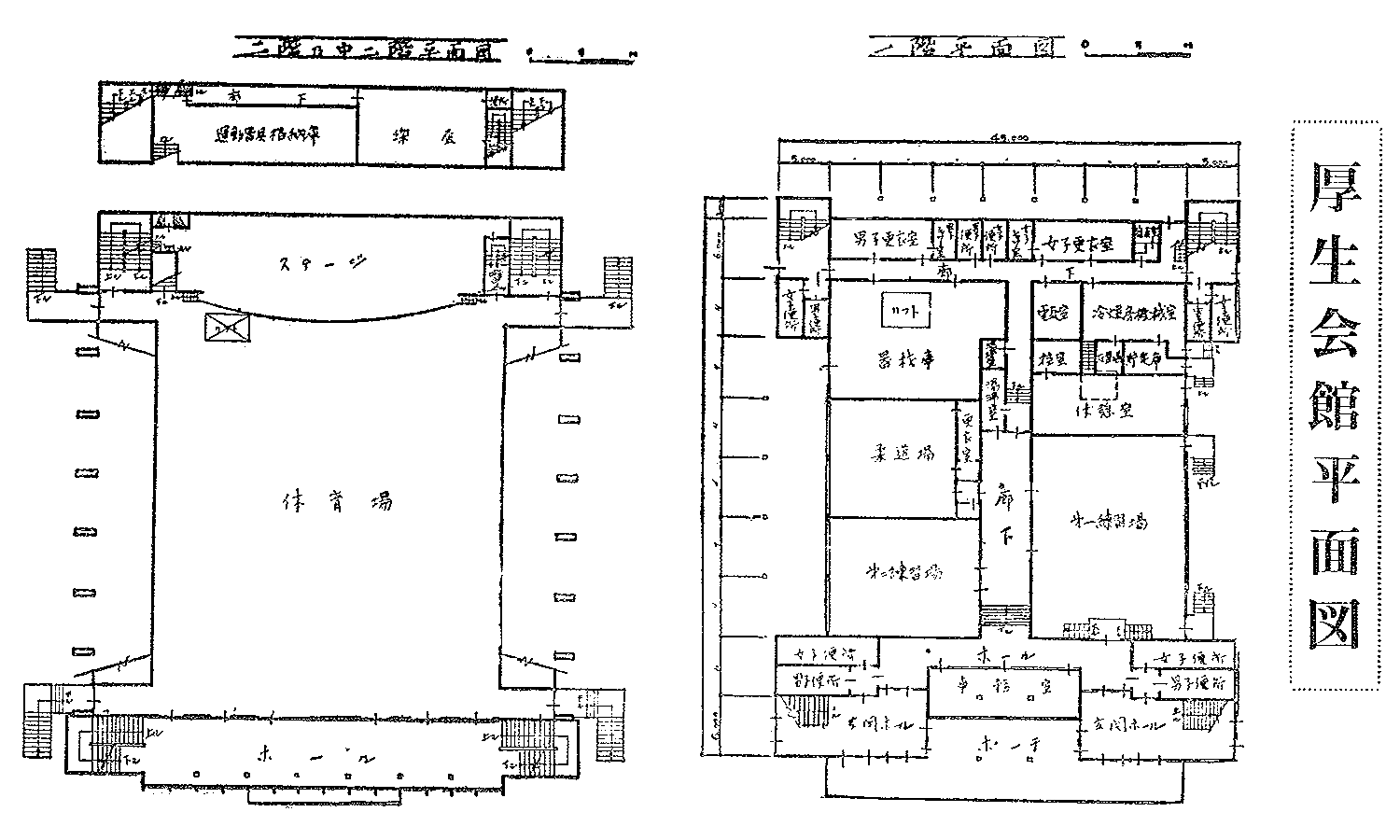
長岡市厚生会館平面図。『長岡市政だより』第50号（昭和33年（1958年）11月10日発行）より

- 大ホール（1,415.14m²）

メインアリーナはフロア席としても使用可能（最大収容人数4,000名、椅子席の場合は1,950名）。
ホール正面にはステージが設けられていた。ホールの周囲4面のうち、ステージ側を除く3面にはスタンド席が設けられており、左右に400名ずつ、ステージ正面に500名、合計1,300名を収容できた。
- 中ホール（294.60m²）

収容人数500名（椅子席の場合は400名）。
ステージあり。
- 第1小ホール（136.59m²）

収容人数150名（椅子席の場合は110名）。
- 第2小ホール（147.25m²）

収容人数150名（椅子席の場合は110名）。
- 更衣室（男女各1部屋）
- 楽屋

※長岡市市民体育館が完成するまでは、小ホールは武道場としても利用されていた。また、会館東側には弓道場も設けられていた。

## 交通アクセス
- 長岡駅大手口より徒歩約5分
- 越後交通の路線バス各方面で「厚生会館前」下車すぐ

## 当時の施設周辺
宝田石油から寄贈された土地であることに因み、所在する公園には「宝田公園」の名が付与され、1964年の新潟国体開催時には大手通側の広場に噴水が、翌1965年（昭和40年）6月には国体開催を記念した3体のブロンズ像「三つの力」（長岡市出身の彫刻家、広井吉之助作）が噴水の中央部に建立された。「若く漲る力で躍進する青年たちの姿と人の和」を表したもので、建立費用は旧北越銀行とイチムラの寄付によって賄われた。
厚生会館の解体及びアオーレ長岡の建設工事に伴い、宝田公園と長岡セントラルパークは閉鎖され、宝田公園の跡地は屋根付き広場「ナカドマ」と大手通りに面する広場「マエニワ」の用地に、長岡セントラルパークの跡地はアリーナ棟の用地に充当された。また「三つの力」は撤去した上で市が保存し、市役所本庁舎移転後から耐震補強工事が行われていた市役所幸町庁舎に整備された「さいわいプラザ」前の広場に、2014年（平成26年）春移設された。
- 宝田公園

1921年（大正10年）、長岡市が宝田石油から本社跡敷地の提供を受けて整備を進め、1925年（大正14年）開園。のちに建設された旧公会堂、旧厚生会館の「前庭」となっていた。
旧厚生会館の後年、園地の東側は更地になっており、臨時駐車場としても供用されていた。西側には各種遊具が、北側にはベンチや噴水、植込みなどが設けられており、会館のロータリーとしての役目も担っていた。また噴水中央にはブロンズ像「三つの力」が設置されていた。
アオーレ長岡の建設に伴って、2008年に用途廃止となった。
- 城内稲荷神社

前述の通り長岡城二の丸の跡地であり、長岡城築城時の謂れから稲荷神が祀られている他、長岡城址の碑などが建立されている。神社はアオーレ長岡の竣工後も「マエニワ」の隣接地に存置されており、長岡観光コンベンション協会などが入居する隣接地の水野ビル側には、アオーレ長岡所在地の沿革を記したパネルが設置されている。
- 長岡セントラルパーク

旧厚生会館裏手に1970年（昭和45年）開園した公園。旧厚生会館の「裏庭」となっており、造園家・環境デザイナーの池原謙一郎が園内のデザインを手掛けた。
アオーレ長岡の建設に伴って、2008年に用途廃止となった。